# موردسانان
موردسانان (Myrtales) یکی از راسته‌های گیاهان است.
موردسانان راسته‌ای با حدود سیزده تیره و ۳۸۰ سرده و حدود ۱۱۰۰۰ گونه است که در مناطق گرمسیری دنیا می‌رویند.